# Louis and Ellen Olson House
La Louis and Ellen Olson House est une maison américaine située à Enumclaw, dans l'État de Washington. Construite en 1905, elle est inscrite au Registre national des lieux historiques depuis le 30 août 1984.